# Монстр: По той бік зла
Монстр: По той бік зла (кор. 괴물; англ. Beyond evil) — південнокорейський телесеріал 2021 року з Сін Ха Ґьоном та Йо Чін Ку у головних ролях. Він транслювався на JTBC з 19 лютого по 10 квітня 2021 року. Телесеріал отримав сім номінацій на 57-й церемонії нагородження Премії мистецтв Пексан, вигравши три з них — Найкращий серіал, Найкращий сценарій та Найкраща чоловіча роль за акторську гру Сін Ха Ґьона. Також вона була відібрана серед фіналістів на нагороду Великий приз Премії мистецтв Пексан (телебачення).

## Короткий сюжет
Лі Дон Сік колись був здібним детективом, та зараз працює поліцейським у невеликому місті. Життя його спокійне, а день за днем спливають у нудних рутинних справах у поліцейському відділку. Та, одного разу, у цей відділок переводиться детектив Хан Джу Вон, який призначений босом і, водночас, напарником Лі Дон Сіка. Джу Вон знатного походження, однак має свій скелет в шафі. Проте, у цьому маленькому спокійному місті, наче грім серед ясного неба, розкривається справа про серійне вбивство. Дивним чином, та ця справа є тією ж кримінальною справою про серійне вбивство, яке відбулося 20 років тому і змінило життя Лі Дон Сіка. Тож, два детективи розпочинають розслідування, щоби зловити вбивцю…

## Акторський склад
- Сін Хагюн у ролі Лі Дон Сіка
  - Лі До Хьон у ролі молодого Лі Дон Сіка

Імпульсивний та ексцентричний сержант поліції в поліцейському підвідділку Манян. Колись був здібний детектив, але зараз він займається виконанням переважно марних та нудних справ.
- Йо Чін Ку у ролі Хан Джу Вона
  - Чон Хьон Джун у ролі молодого Хан Джу Вона

Елітний детектив з Міжнародного відділу з розслідування злочинів при Департаменті закордонних справ Сеульської поліції, переведений до поліцейського підвідділку Манян. Він є привабливим і дуже здібним, а також має великий вплив, бо є сином видатного начальника поліції.

## Виноски
1. 1 2  Поліцейський підвідділок можна вважати за відокремлений підрозділ поліцейського відділку. У цьому випадку, поліцейський підвіділок Манян підкоряється поліцейському віділку Мунджу.